# Station Thorpe-le-Soken
Thorpe-le-Soken is een spoorwegstation van National Rail in Thorpe-le-Soken, Tendring in Engeland. Het station is eigendom van Network Rail en wordt beheerd door Greater Anglia. Het station is geopend in 1866.

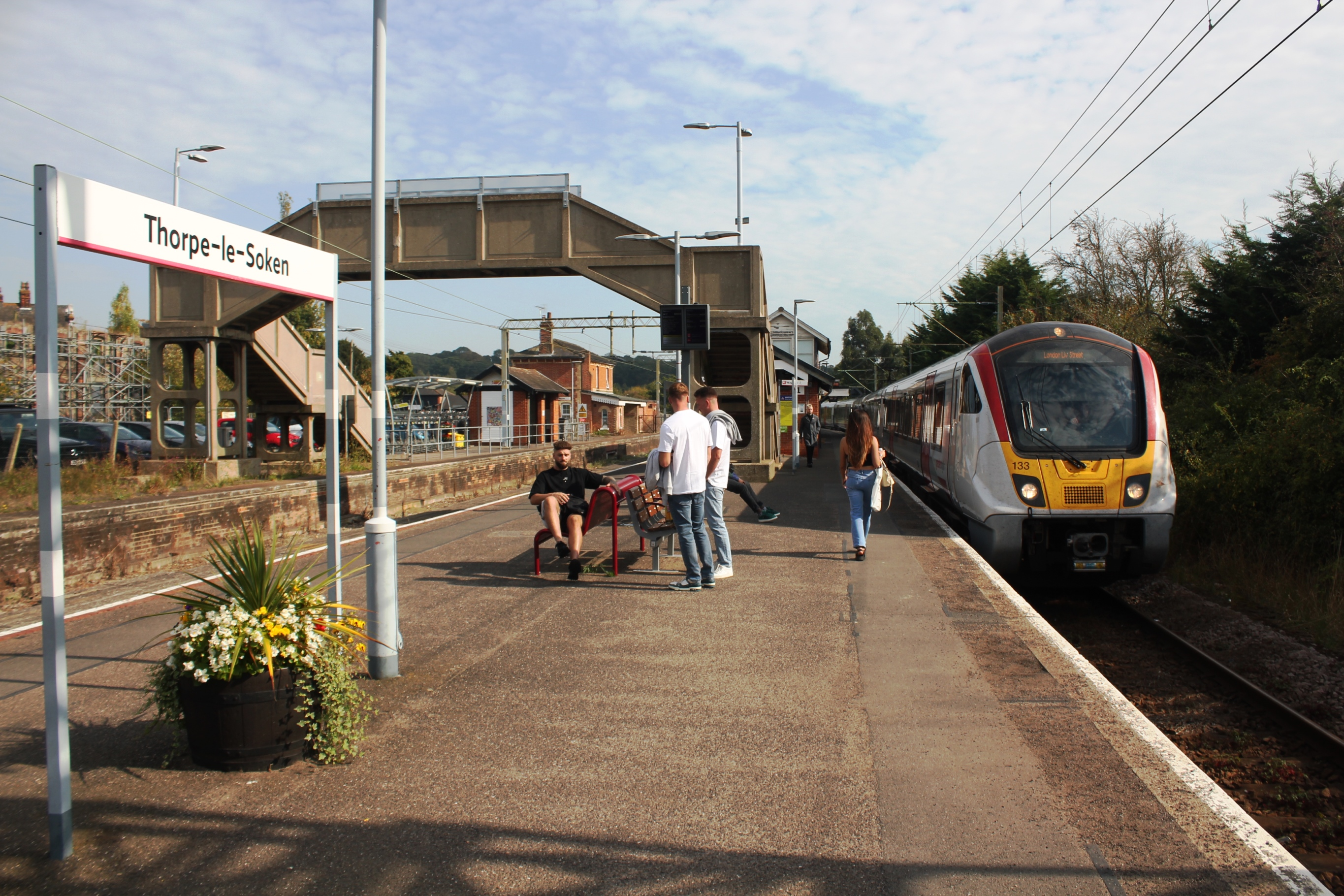
Perrons, 2024